# Tyler Christopher (athlétisme)
Pour les articles homonymes, voir Tyler Christopher et Christopher (homonymie).
Tyler Christopher, né le 3 octobre 1983 à Chilliwack en Colombie-Britannique est un athlète canadien spécialiste du 400 m. Il est le détenteur du record du Canada sur cette distance.

## Biographie
En 2004, il remportait les championnats NACAC des moins de 23 ans. L'année suivante, il participait aux championnats du monde sur 400 m et remportait la médaille de bronze en améliorant le record du Canada en 44 s 44. Sur 200 m, son record personnel, datant de 2005, est de 20 s 49.
En 2007, il remportait l'argent aux Jeux panaméricains derrière le Bahaméen Chris Brown. Durant cette course, Tyler Christopher croyant en un faux départ, s'était presqu'arrêté au début de la course.
Le 9 mars 2008, Tyler Christopher devenait champion du monde en salle sur 400 m devant le Suédois Johan Wissman et Chris Brown, en améliorant le record du Canada en 45 s 67.

## Palmarès

### Championnats du monde d'athlétisme
- Championnats du monde d'athlétisme de 2005 à Helsinki ( Finlande)
  -  médaille de bronze sur 400 m
- Championnats du monde d'athlétisme de 2007 à Osaka ( Japon)
  - 6e sur 400 m en 44 s 71

### Jeux panaméricains
- Jeux Panaméricains de 2007 à Rio de Janeiro ( Brésil)
  -  médaille d'argent sur 400 m

### En salle

#### Championnats du monde d'athlétisme en salle
- Championnats du monde d'athlétisme en salle de 2008 à Valence ( Espagne)
  -  Médaille d'or sur 400 m

## Sources
- (en) Cet article est partiellement ou en totalité issu de l’article de Wikipédia en anglais intitulé « Tyler Christopher (athlete) » (voir la liste des auteurs).